# ميريام كولون
ميريام كولون (بالإنجليزية: Míriam Colón)‏ (و. 1936 – 2017 م) هي ممثلة تلفزيونية، وممثلة أفلام، وممثلة، وممثلة مسرحية، ومديرة مسرح، من الولايات المتحدة الأمريكية، توفيت في مدينة نيويورك، عن عمر يناهز 81 عاماً.

## وصلات خارجية
- ميريام كولون على موقع IMDb (الإنجليزية)
- ميريام كولون على موقع ألو سيني (الفرنسية)
- ميريام كولون على موقع أول موفي (الإنجليزية)
- ميريام كولون على موقع قاعدة بيانات برودواي على الإنترنت (الإنجليزية)
- ميريام كولون على موقع قاعدة بيانات الأفلام السويدية (السويدية)
- ميريام كولون على موقع قاعدة بيانات الفيلم (الإنجليزية)
- ميريام كولون على موقع كينوبويسك (الروسية)